# Denim and Leather
Denim and Leather är ett musikalbum från gruppen Saxon. Albumet släpptes 1981 och räknas som en klassiker inom hårdrocken.[källa behövs] Innehåller bland annat Princess of the night, Never surrender samt titelspåret som blev något av en hymn under den tidiga 80-tals rörelsen NWOBHM. Albumet är certifierad med guldstatus. 

## Låtar
1. Princess of the Night - 4:01
2. Never Surrender - 3:15
3. Out of Control - 4:07
4. Rough and Ready - 4:51
5. Play It Loud - 4:11
6. And the Bands Played on - 2:48
7. Midnight Rider - 5:45
8. Fire in the Sky - 3:37
9. Denim and Leather - 5:25